# 李察·朱威爾
李察·艾倫斯沃思·朱威爾（英語：Richard Allensworth Jewell，1962年12月17日—2007年8月29日），原名李察·懷特（英語：Richard White），是一名美國警察和保全。為AT&T工作的他因在1996年夏季奥林匹克运动会的百年奥林匹克公园爆炸案而出名。在公園地上發現一個裝有三顆炸彈的背包後，朱威爾在炸彈爆炸前提醒了當地警察並幫助撤離了該地區的人群，使許多人免於受傷或死亡。朱威爾最初被媒體譽為英雄，後來卻一度被認為是嫌犯，直到最後才洗刷冤名。
雖然從未受到指控，但他遭受了「媒體審判」，這對他的個人和職業生涯造成重大損失。直到88天的公开审查后，朱威爾才完全免除罪名。2006年，喬治亞州州長桑尼·珀杜代表喬治亞州公開感謝朱威爾挽救了奧運會上的人們性命之舉。朱威爾於2007年8月29日因糖尿病併發症而死於心臟衰竭，享年44歲。

## 早期生活
李察·朱威爾出生於喬治亞州丹維爾，他的母親是保險索賠協調人波比（Bobi），而父親羅伯特·厄爾·懷特（Robert Earl White）則在雪佛蘭工作。在朱威爾4歲時，他的父母離了婚。直到他的母親與保險公司高管約翰·朱威爾（John Jewell）再婚後，才被他的繼父收養。
他的妻子為達娜·朱威爾（Dana Jewell）。

## 爆炸案
奧林匹克百年公園被設置為奥林匹克运动会的「城市廣場」後，進行著一場晚音樂會和歡樂表演，成千上萬的觀眾都會聚集在這。1996年7月27日午夜過後某時，恐怖份子艾瑞克·魯道夫在炸毀一家同性戀俱樂部和兩家墮胎診所後，他在公園的長椅下放置了一個裝滿三顆管炸彈的綠色背包。身為活動保安人員的朱威爾發現了此背包，並向喬治亞州調查局的人員通報。朱威爾和其他保安人員開始疏散了附近的人群，以便炸彈小組能以調查該可疑背包。13分鐘後，炸彈爆炸，使44歲的愛麗絲·霍桑（Alice Hawthorne）死亡並炸傷了一百多人（一名攝影師也為此心臟病發而死）。

## 調查與媒體
早期新聞報導稱讚朱威爾是在發現可疑背包後幫助撤離該地區的英雄。三天後，《亞特蘭大憲法報》披露，FBI主要根據「獨自炸彈客」一罪犯側寫而將他視為可能的犯罪嫌疑人。在接下來的數週中，新聞媒體積極地將他視為罪魁禍首，並為他貼上了「相關人士」這一模棱兩可的標籤，以塑造出「獨自炸彈客」的形象。媒體在不同程度上將朱威爾描述為一名失敗的執法人員，指出炸彈可能是他所放置，這樣他便能「發現」它並成為英雄。
美國司法部對FBI的行為調查中發現，FBI試圖以告訴朱威爾正在參加有關炸彈偵查的培訓影片的方式，以誘使朱威爾放棄其憲法權利，雖然該報告得出的結論是「沒有蓄意侵犯朱威爾先生的公民權利，也沒有違法行為」。
朱威爾從未受到正式起訴，但FBI對他的住所進行了兩次徹底公開的搜查、對他的友人進行了詢問、調查了他的身家背景，並對他進行了24小時監視。在朱威爾的律師聘請了前FBI探員來對他使用測謊機後，朱威爾通過了測謊，而讓自身的壓力才開始緩解。
1996年10月，接受調查的美國檢察官肯特·亞歷山大（Kent Alexander）以極其不尋常的方式向朱威爾發出了一封正式的澄清信件給他，當中指出「基於迄今為止的證據……於1996年7月27日在亞特蘭大百年奧林匹克公園爆炸中，李察·朱威爾不被視為聯邦刑事調查的目標」。

## 誹謗案件
在獲得免責之後，朱威爾起訴了誹謗自己的媒體，主要是NBC新聞和《亞特蘭大憲法報》，並堅持要求他們正式道歉。L·林·伍德是朱威爾所有誹謗案件的首席律師。
朱威爾在2006年表示，這些訴訟與金錢無關，且絕大多數和解金都歸律師或稅務所有。他說，這些訴訟是為了洗刷自己的冤名。

### 皮埃蒙特學院
朱威爾起訴了他的前雇主皮埃蒙特學院校長雷蒙德·克萊爾（Raymond Cleere）和大學發言人史考特·羅爾斯（Scott Rawles）。朱威爾的律師表示，克萊爾向FBI和亞特蘭大的報章雜誌提供有關朱威爾在那當保安的虛假訊息。朱威爾指控克萊爾將自己形容為「戴徽章的狂熱者」，稱他是「以輕微違法來寫出史詩般的警察報告」。此訴訟的和解金並未公開。

### NBC
朱威爾起訴了NBC新聞交由湯姆·布羅考敘述的說法：「據推測，FBI即將提出申請。他們現在可能足夠逮捕他，也許足以起訴他，但您總是希望足以定罪他。在這種情況下仍存在著一些漏洞。」即使NBC堅持其說法，但該頻道也同意向朱威爾支付50萬美元的賠償金。

### 《紐約郵報》
1997年7月23日，朱威爾對《紐約郵報》提出訴訟，要求其賠償1500萬美元，理由是該報紙在文章、照片和社論漫畫中將他描繪成「異常」的人，有著「離奇的工作經歷」，可能會犯下爆炸案。他最終在報紙上達成和解，其金額不詳。

### 考克斯企業（《亞特蘭大憲法報》）
朱威爾還起訴了《亞特蘭大憲法報》，因該報在頭條上寫道：「FBI懷疑『英雄』保安可能放了炸彈」，「幾乎旋風般的開始」。在一篇文章中，《亞特蘭大憲法報》還將李察·朱威爾的案件與連環殺手韋恩·威廉斯的案件做了比較。
該報是唯一未與朱威爾和解的被告。在喬治亞州最高法院一次審理之後，該訴訟案仍懸而未決數年，且已成為判例法中有關記者是否可能被迫透露其消息來源的重要一部分。即使在朱威爾死後，此案仍在繼續審理；直到於2011年7月，其所有索賠最終被喬治亞州上訴法院所駁回。法院得出結論，「由於這些條款在發表之時基本上是真實的，即使最終將調查人員的懷疑視為毫無根據，也不得構成誹謗訴訟的依據。」

### CNN
雖然CNN與朱威爾達成了金額不詳的和解協議，但CNN仍然堅持其報導的涵蓋範圍是「公平而準確的」。

## 事件後續
1997年7月，美國司法部長珍妮特·雷諾在記者於每週新聞發表會上提出的問題的提示下，對FBI洩露給新聞媒體而讓朱威爾被視為罪犯而表示遺憾並致歉，她說：「我深表遺憾。我想我們應該向他道歉。」
同年，朱威爾公開露面。他出演了麥可·摩爾的1997年紀錄片《大家伙》。他在1997年9月27日播出的電視節目《週六夜現場》一集中客串現身，在當中他開玩笑地拒絕了有關他對特蕾莎修女及戴安娜王妃的死負有責任之建議。
2001年，朱威爾被授予印第安納州卡梅爾獨立日遊行大元帥的稱號，以符合遊行隊伍「無名英雄」的主題。
2005年4月13日，艾瑞克·魯道夫對在百年奧林匹克公園進行的炸彈襲擊及在美國南部的其他三起襲擊表示認罪，朱威爾完全被免除了罪名。僅僅一年後，喬治亞州州長桑尼·珀杜向朱威爾表示敬意，感謝他在該爆炸案中的救援行動。
朱威爾曾從事過各種執法工作，包括在喬治亞州彭德格拉斯擔任警察，以及在喬治亞州梅里韋瑟縣擔任警長。直到去世為止，他都還在大學演講。
在爆炸案的每一個週年紀念日，直到他生病並最終死亡之前，他都會為了當時死去的觀眾愛麗絲·霍桑而在百年奧林匹克公園現場私下擺放一朵玫瑰花。

## 死亡及後續影響
朱威爾於2007年8月29日去世，享年44歲。先前的他患有嚴重的心臟病、腎臟疾病和糖尿病。
改編自朱威爾事件的傳記電影《李察·朱威爾事件》2019年在美國上映。該片由克林·伊斯威特執導，編劇比利·雷根據瑪麗·布倫納於1997年在《浮華世界》上刊登的文章《美國噩夢：李察·朱威爾的哀歌》（American Nightmare: The Ballad of Richard Jewell）所改編。朱威爾一角由保羅·華特·豪澤飾演。

## 外部連結
- "Richard Jewell v. NBC, and other Richard Jewell cases". Libel and Slander. 2011-05-18
- Farnsworth, Elizabeth (1996-10-28). "OLYMPIC PARK: ANOTHER VICTIM" （页面存档备份，存于）. PBS NewsHour.
- http://www.nbcnews.com/id/14029576 （页面存档备份，存于）. NBC News/Associated Press. 2006-07-27.
- 在Find a Grave上的李察·朱威爾
- ESPN 30 for 30 clip （页面存档备份，存于）